# Koivusaari (ö i Finland, Norra Österbotten, Oulunkaari)
Koivusaari är en ö i Finland. Den ligger i sjön Iinattijärvi och i kommunen Pudasjärvi i den ekonomiska regionen  Oulunkaari  och landskapet Norra Österbotten, i den centrala delen av landet, 600 km norr om huvudstaden Helsingfors. Öns area är 0,8 hektar och dess största längd är 120 meter i nord-sydlig riktning.